# Oberhaslach
Oberhaslach ist eine französische Gemeinde mit 1753 Einwohnern (Stand 1. Januar 2021) im Département Bas-Rhin in der Region Grand Est (bis 2015 Elsass).

## Geographie
Oberhaslach liegt im Bereich der Vogesen. Südöstlich liegt das Nachbardorf Niederhaslach. Sie sind beide durch die D 218 an das Netz der Departementsstraßen angeschlossen. In Oberhaslach beginnt auch die D75, die den Forêt domaniale de Haslach durchquert. Im Südwesten wird das Dorf von einem Bach namens Hasel tangiert, einem Nebengewässer der Breusch, die selbst später in Strasbourg in die Ill mündet.

## Bevölkerungsentwicklung
| Jahr      | 1962 | 1968 | 1975 | 1982 | 1990 | 1999 | 2006 | 2012 | 2021 |
| Einwohner | 1004 | 1022 | 1108 | 1145 | 1333 | 1505 | 1740 | 1773 | 1753 |

## Wappen
Der Name „Haslach“ stammt von dem Bach Hasel (Haselbach) dessen erste bekannte Erwähnung „Rivolus Hasla“ auf 817 datiert ist. Der Haslach-Bach, vom mhd. Hasalah, war somit ein Wasserlauf, an dessen Ufern Haselsträucher wuchsen. Das Wappen des Dorfes umfasst aus diesem Grunde einen Haselstrauchzweig und einen Hirtenstab. Dieses Wappen wurde zum ersten Mal 1576 auf einem Stempel entdeckt, der auf einem zeitgenössischen Schriftstück gefunden wurde.

## Sehenswürdigkeiten
- Die Burgruine Nideck besteht aus der älteren oberen Burg (nur noch geringe Reste) und dem Bergfried der tiefer gelegenen Burg. Sie ist Ursprungsort der elsässischen Sage und des Gedichts Das Riesenspielzeug. Die Medaille am Burgturm erinnert an Adelbert von Chamisso, dessen Version der Sage die weltweit bekannteste ist.
- Der Wasserfall Cascade du Nideck (Naturdenkmal); unterhalb der Burgruine Nideck stürzt das Flüsschen Hasel über einen Felsen aus Vulkangestein 25 Meter in die Tiefe.
- Das Naturdenkmal Rocher du Pfaffenlapp, Felsvorsprung (658 m) mit bemerkenswerter Aussicht auf die Höhen des Schneebergs, die Burgruine Nideck und das Tal der Hasel in den Vogesen
- Das Naturdenkmal Porte de Pierre (Türgestell) ist eine beeindruckende Gesteinsformation beim Rocher de Mutzig zwischen Urmatt und Oberhaslach.
- Die Burgruine Hohenstein ist ein Bauwerk des 13. Jahrhunderts und wurde auf einem Fels gebaut. Im Norden stand der Bergfried, dahinter befand sich das Wohnhaus. Eine Mauer umschloss die Hochburg. Die Befestigung wurde 1338 durch den Straßburger Bischof Bertold von Buchegg zerstört, der dort einen Sommer als Gefangener verbracht hatte.
- Die Burgen Ringelstein datieren in das 11. und 12. Jahrhundert. Es sind nur wenige Mauerreste von der älteren Burg Klein-Ringelstein übrig, mehr Ruinen blieben von der höher gelegenen (644 m) jüngeren, aber bereits 1470 zerstörten Burg Groß-Ringelstein.
- Die Wallfahrtskapelle Saint-Florent wurde im Jahr 1750 an Stelle eines älteren Baus von 1315 errichtet.[1]
- Die Kirche Saint-Arbogast in Oberhaslach wurde erbaut 1782 bis 1784. Sie ist benannt nach Arbogast von Straßburg († 618), einem heiliggesprochenen Bischof von Straßburg.
- Das ehemalige kaiserliche Jagdschloss Gensburg von Wilhelm II. von 1898, Pavillon de chasse de l’empereur Gensbourg, steht auf dem 759 m hohen Spitzberg. Hier wollte er auf die Jagd gehen und baute sich deshalb dort etwa 40 Kilometer nördlich von der restaurierten Hohkönigsburg ein Jagdhaus. Doch der Kaiser selbst fand nie den Weg hinauf, nur sein Sohn Kronprinz Friedrich Wilhelm weilte viermal dort oben. Nach dem Ersten Weltkrieg zog die französische Forstverwaltung ein. Heute ist das Anwesen als „Relais de Gensburg“ Privatbesitz und mietbar.
- Die Chapelle de Gensbourg, aus dem 19. Jahrhundert und erbaut im neoromanischen Stil, ist heute im Privatbesitz.
- Maison forestiere de Haslach, vorgesehenes kaiserliches Jagdschloss Haslach für Wilhelm II. bei Oberhaslach
- Sitz des Vereins Les Géants du Nideck / Die Riesen von Nideck. Er veranstaltet alle zwei bis drei Jahre ein Symposium mit Bildhauern aus verschiedenen Ländern. Sie leben und arbeiten drei Wochen lang zusammen. Ihre Werke werden dann an einem Wanderweg in der Region aufgestellt. Während der Arbeitszeit empfangen die Bildhauer gerne Besuch.

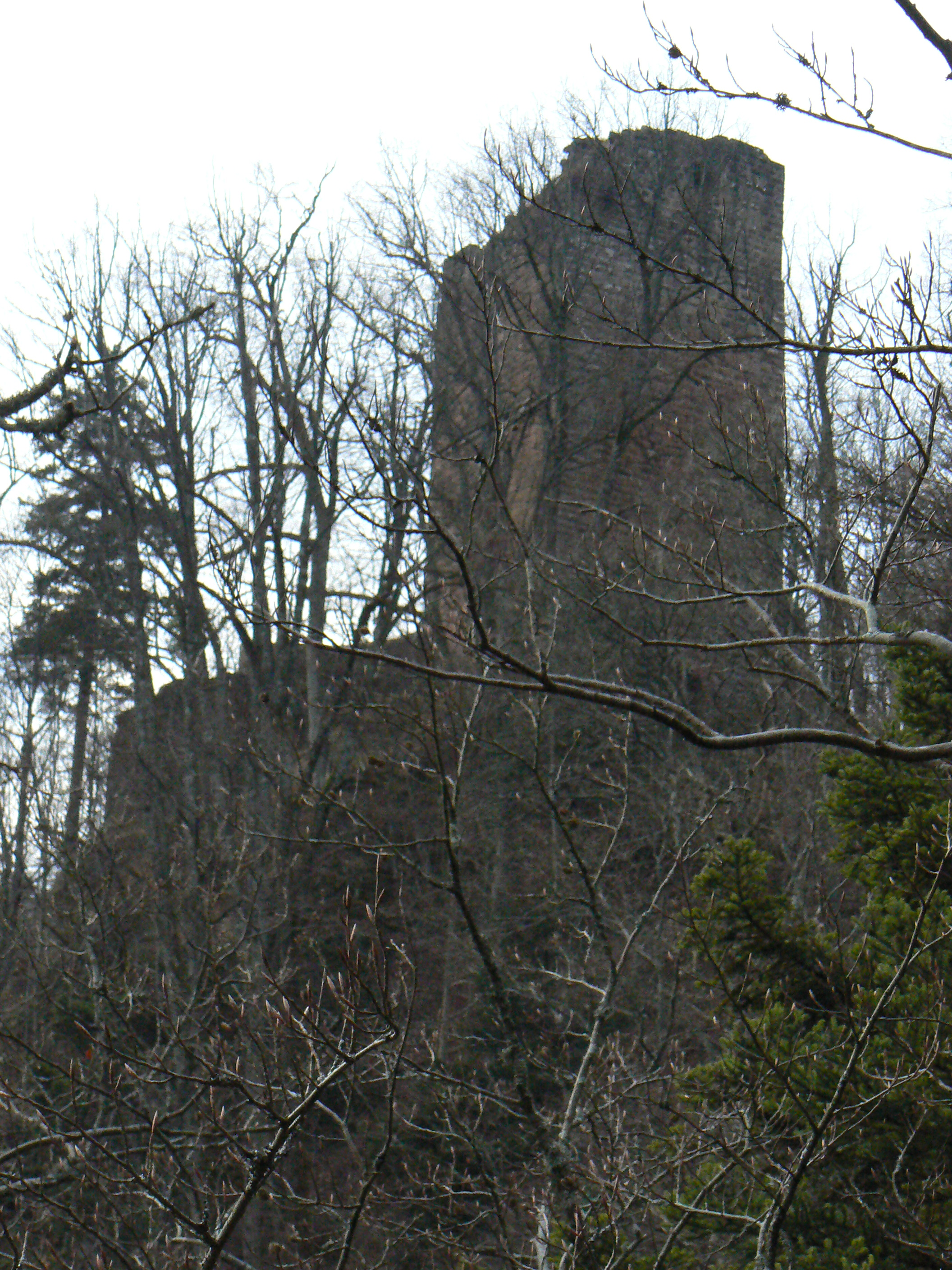
Burg Nideck
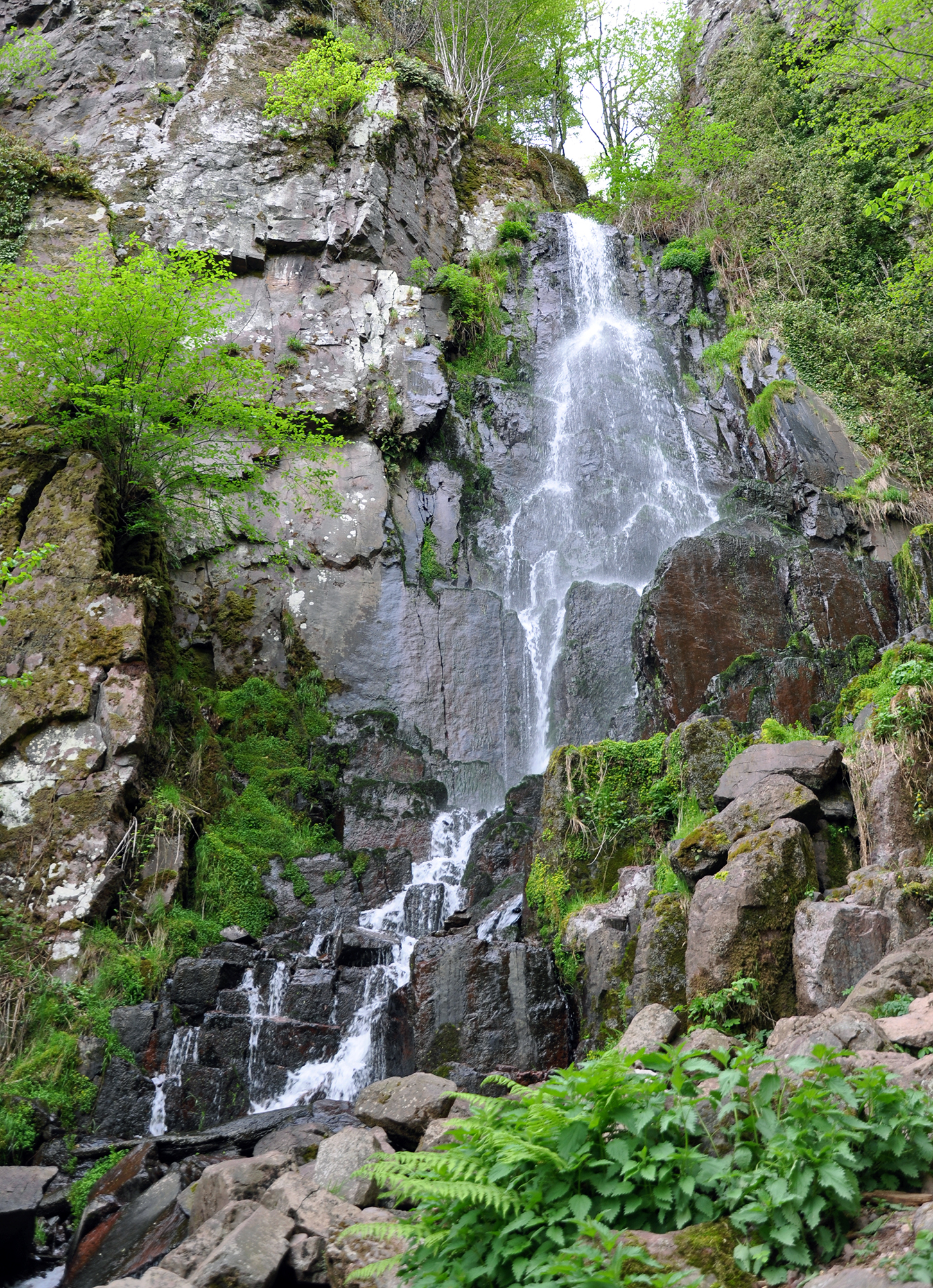
Wasserfall Cascade du Nideck
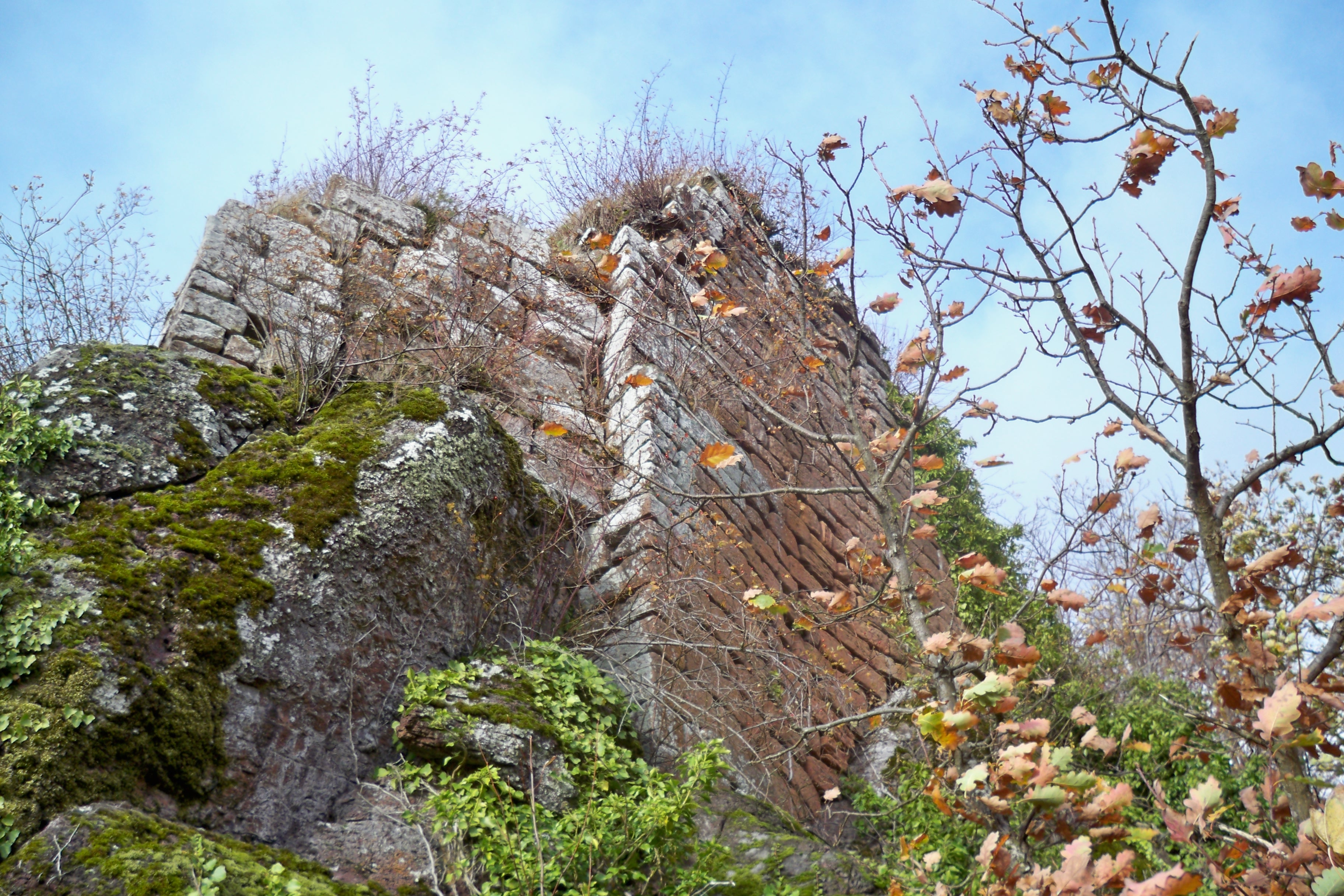
Burgruine Hohenstein
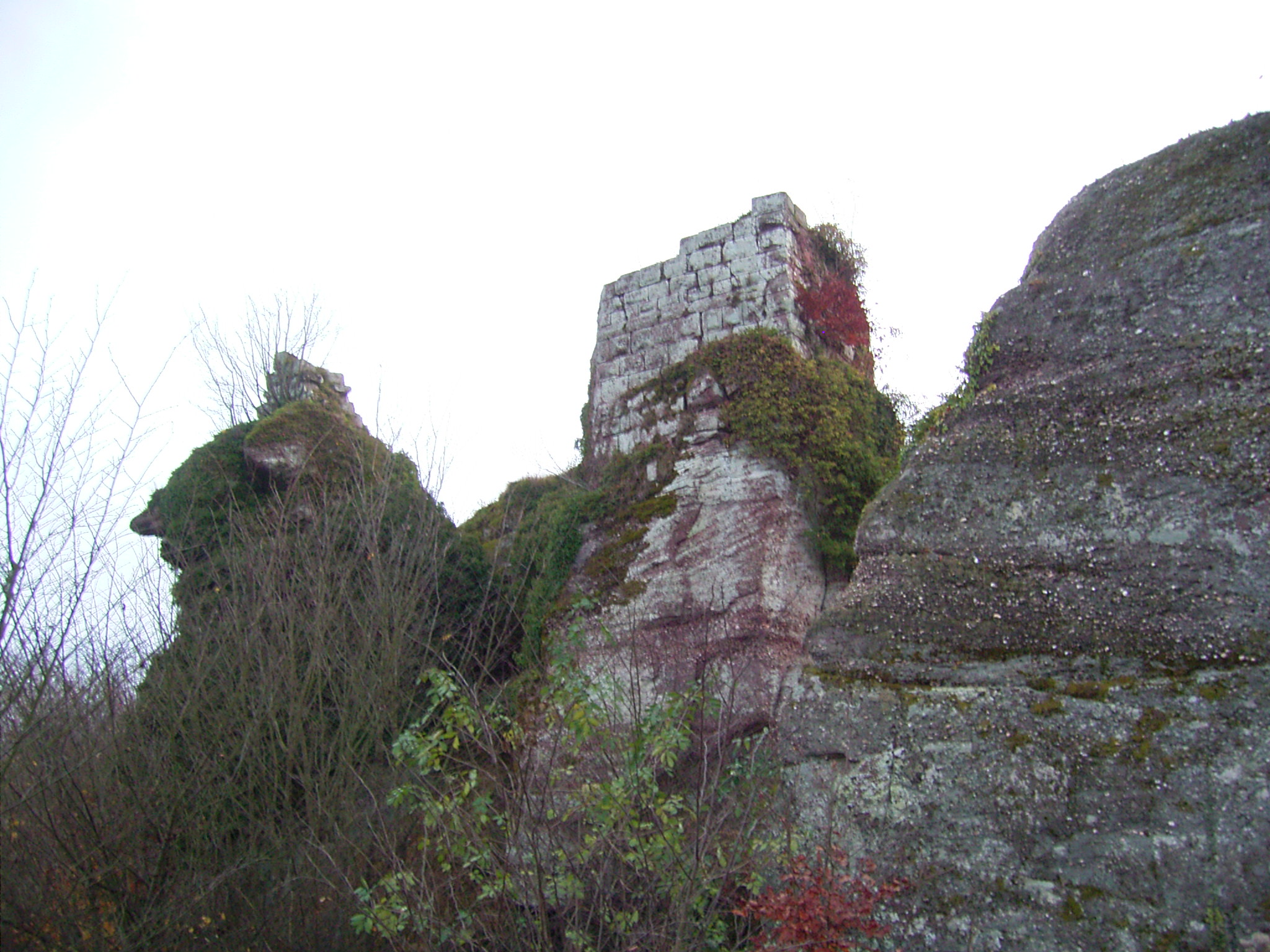
Burgruine Groß-Ringelstein
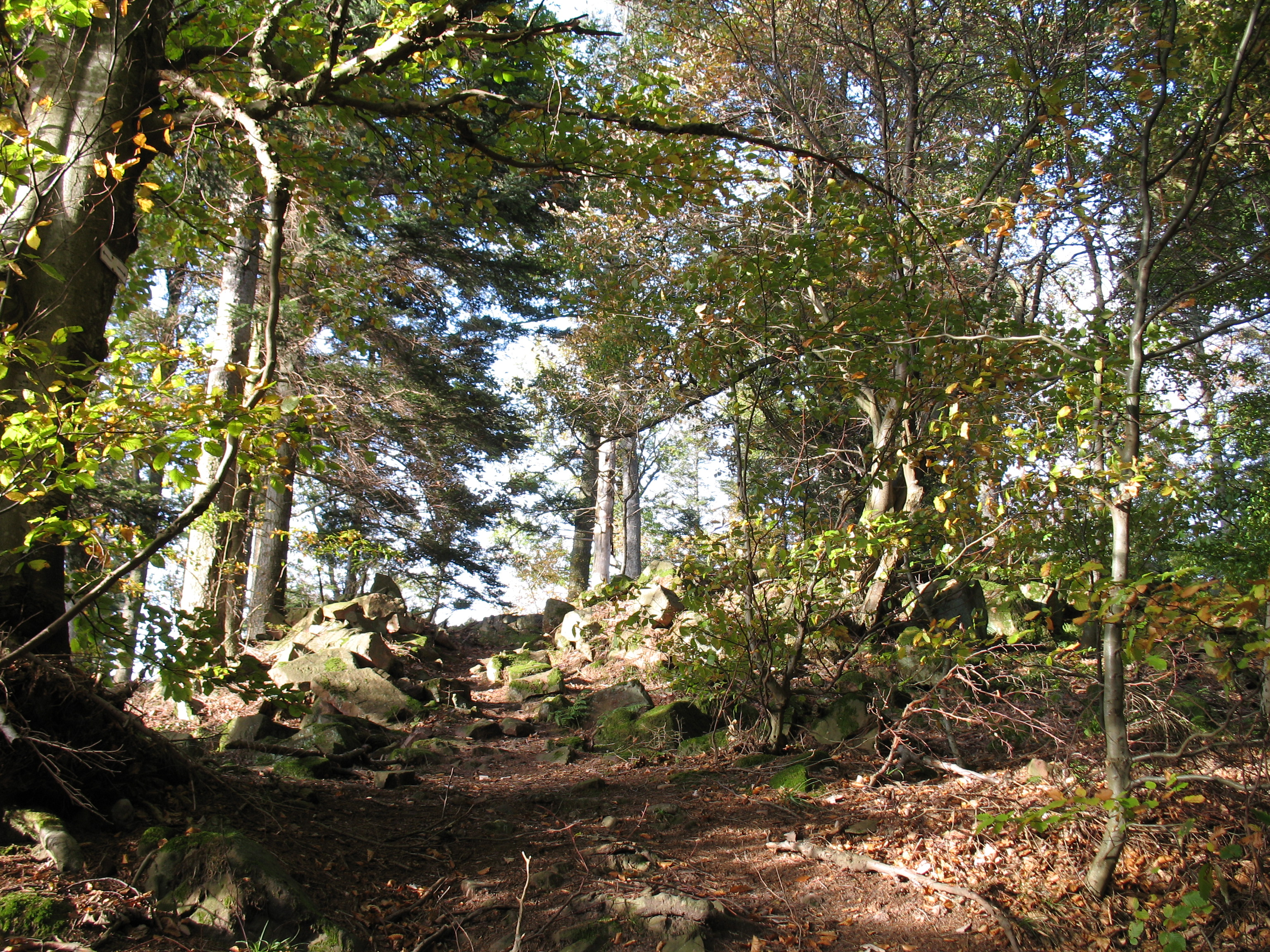
Spuren der Burgruine Klein-Ringelstein
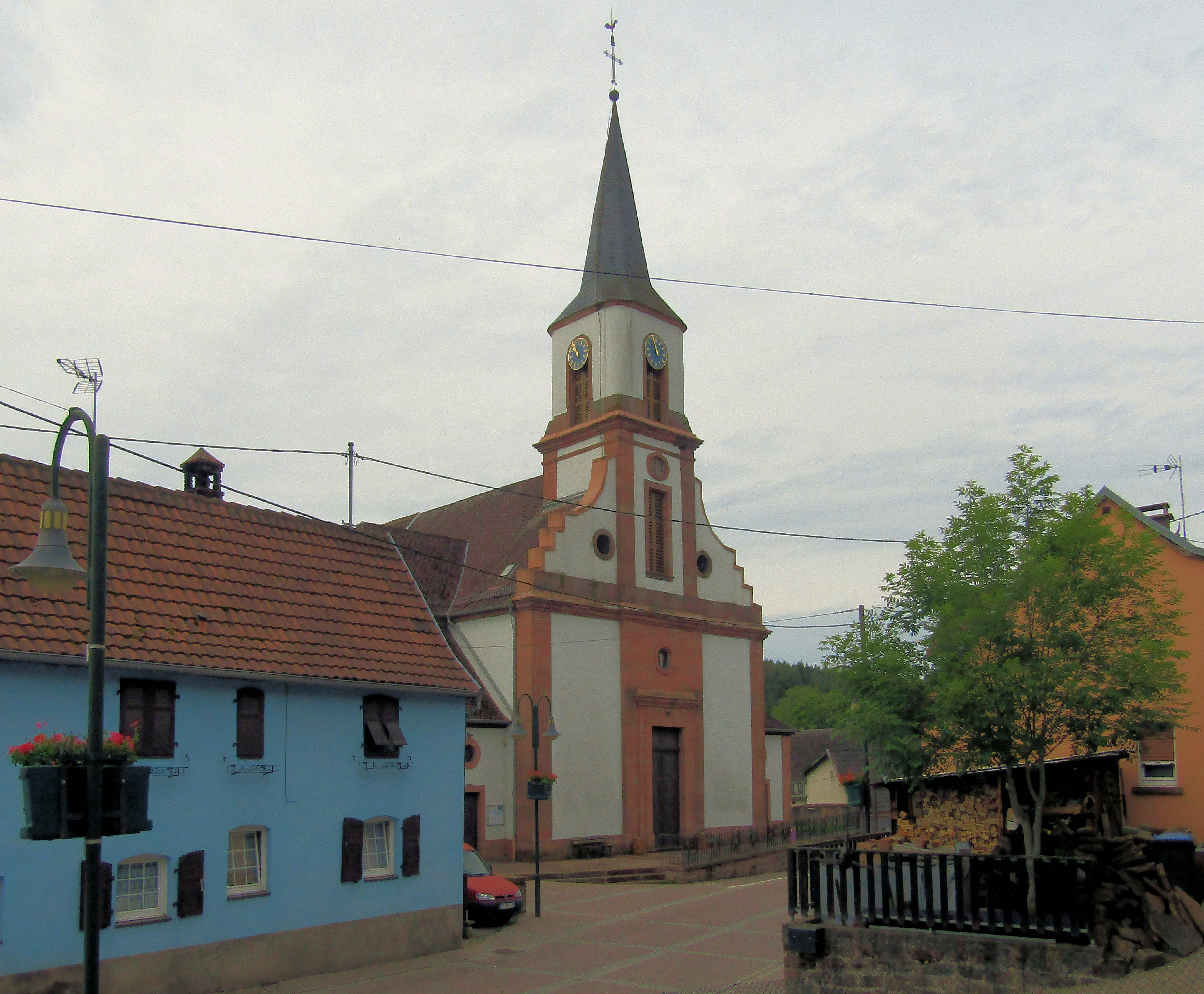
Kirche Saint-Arbogast
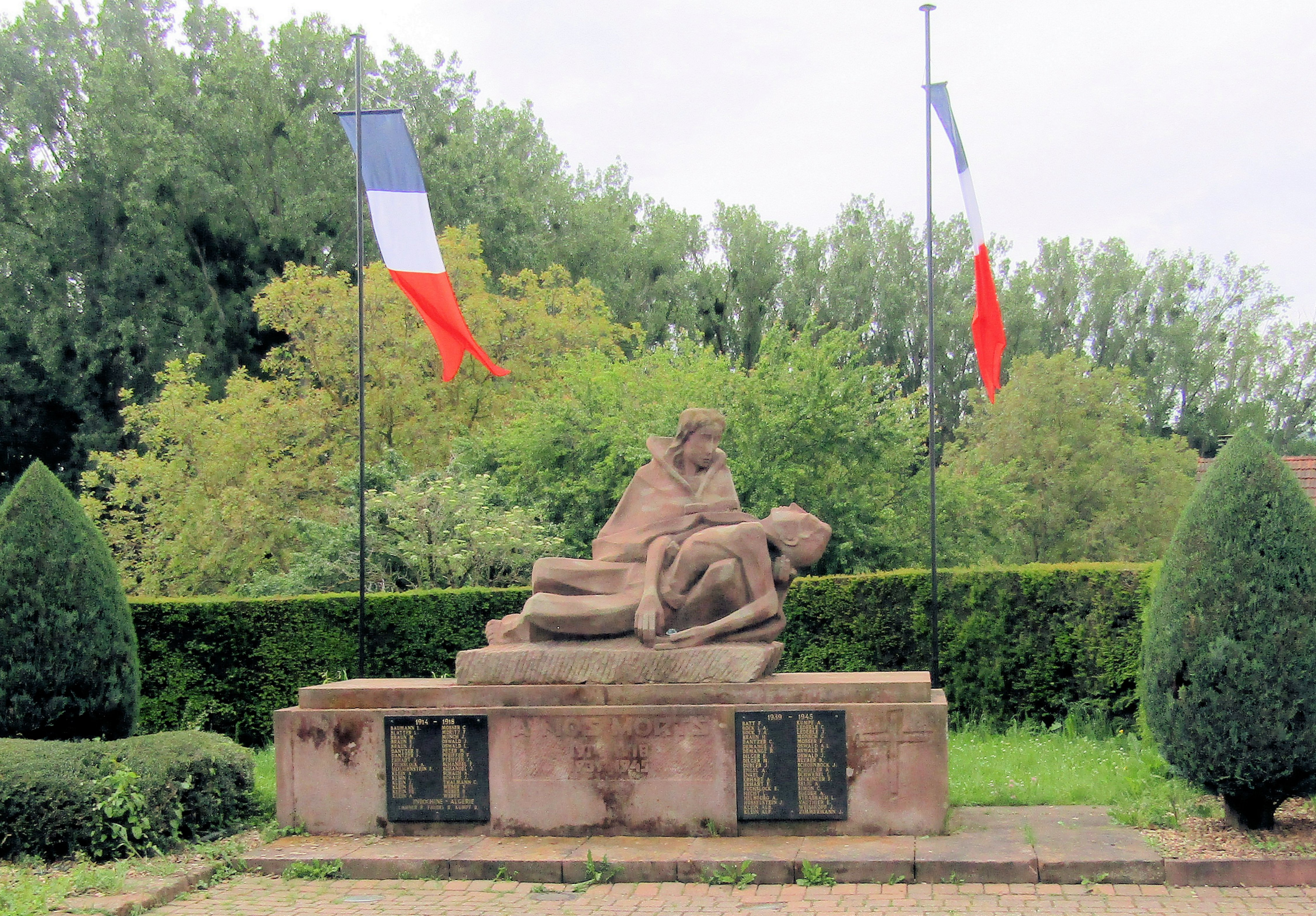
Gefallenendenkmal

## Gemeindepartnerschaft
Zwischen Oberhaslach und der italienischen Gemeinde Sarezzo in der Lombardei besteht seit 2007 eine Gemeindepartnerschaft.